# André Bibeur Lu
André Bibeur Lu, nom de plume de Pascal Doublet (né le 28 janvier 1961 à Suresnes) est un auteur de bande dessinée, dessinateur de presse, et illustrateur français.

## Biographie sommaire
Pascal Doublet, alias Bibeur Lu, a étudié le dessin aux Beaux-arts d'Angers - c'est là qu'il a rencontré Pascal Rabaté avec qui il collaborera par la suite. D'abord dessinateur de presse, Bibeur LU devient illustrateur, puis dessinateur de bandes dessinées. Artiste fantaisiste, il est l'inventeur de la Destructologie Moderne et concepteur du Précis d'humour faible. 

## Albums
- Plat de côtes, Georges Morvier, 1998.
- Précis d'humour faible, Tricycle, 1998  (ISBN 2912193125).
- Tartines de courant d'air (dessin), avec Pascal Rabaté (scénario), Vents d'ouest, 2001  (ISBN 2869679572).
- Pierre Palmade (dessin), avec Pierre Palmade (scénario), Jungle !, 2007  (ISBN 9782874422980).
- Satori en province (dessin), avec Christophe Lemoine (scénario), Les Enfants rouges, 2010  (ISBN 9782354190354).
- Biscottes dans le vent (dessin), avec Pascal Rabaté (scénario), Vents d'ouest, 2013  (ISBN 9782749306346). Reprend Tartines de courant d'air augmenté de 120 nouvelles planches.
- Plus lourd que l’air, Editions Gargantua.
- Les aventures de Toutacier, l’escargot en tôle, avec Fabien Sabatès, Editions Citropolis.

## Séries
- Michel et Véronique, consommateurs - scénario Didier Le Bornec ; couleur Cyrille Leriche. Gags parus dans un hors série du Journal de Mickey: Le journal de la BD.